# Psyche (planetoïde)
(16) Psyche is een planetoïde in de belangrijkste planetoïdengordel van het zonnestelsel, tussen de banen van de planeten Mars en Jupiter. Psyche heeft een diameter van ongeveer 200 km en behoort daarmee tot de grotere planetoïden. Vanwege haar grote dichtheid is ze bovendien een van de tien zwaarste planetoïden tussen Mars en Jupiter. De planetoïde beweegt in een ellipsvormige baan in ongeveer vijf jaar om de zon. Vanaf de aarde gezien kan ze hooguit een schijnbare helderheid van +9,22 hebben, zodat ze alleen met grotere amateurtelescopen zichtbaar is. Psyche zal in 2029 worden bezocht door de ruimtesonde Psyche van NASA's Discoveryprogramma, die in 2023 werd gelanceerd.

## Ontdekking en naamgeving
Psyche werd op 17 maart 1852 ontdekt door de Italiaanse astronoom Annibale de Gasparis. De Gasparis had al vier andere nieuwe planetoïden ontdekt en zou in totaal negen planetoïden op zijn naam schrijven. Inmiddels waren zestien planetoïden bekend en in hetzelfde jaar zouden nog zeven nieuwe ontdekkingen volgen. Daarom stelde de Duitse astronoom Johann Encke voor om in plaats van de tot dan gebruikelijke symbolen nieuwe planetoïden voortaan te nummeren. Psyche was de eerste planetoïde die op die manier haar naam kreeg, door de Amerikaanse astronoom James Ferguson.
De naam Psyche komt uit de Griekse mythologie, waarin Psyche de geliefde van de liefdesgod Eros is.

## Eigenschappen
Psyche heeft een regelmatig vlak oppervlak en een ellipsoïde vorm met een diameter die varieert tussen de 180 en 250 km. De planetoïde draait in iets meer dan vier uur om haar as. De as wijst naar de ecliptische coördinaten (β, λ) = (−9°, 35°) of (β, λ) = (−2°, 215°), met een onzekerheid van 10°. Dat betekent dat de axiale helling ongeveer 95° zou zijn.
Psyche is een M-type planetoïde, wat betekent dat het oppervlak voornamelijk bestaat uit nikkelijzer. Er werden in eerste instantie geen sporen van water of waterhoudende mineralen gevonden, wat bij sommige M-type planetoïden wel voorkomt. Ook uit radaronderzoek blijkt dat de planetoïde grotendeels uit metaal bestaat. Verwacht wordt dat dit deels edelmetaal is, in de vorm van goud en platina. In augustus 2022 start NASA een vierjarige missie om dit te verifiëren. Ook zijn kleine hoeveelheden pyroxeen aanwezig. Recent onderzoek van NASA's NASA Infrared Telescope Facility wijst op de aanwezigheid van vluchtige stoffen, zoals hydroxyl en/of water, aan de oppervlakte van Psyche. De herkomst is onduidelijk. Het hydroxyl zou ontstaan door inwerking van de zonnewind op silicate mineralen aan het oppervlak. Het water kan door koolstofhoudende planetoïden in het verleden zijn aangevoerd.

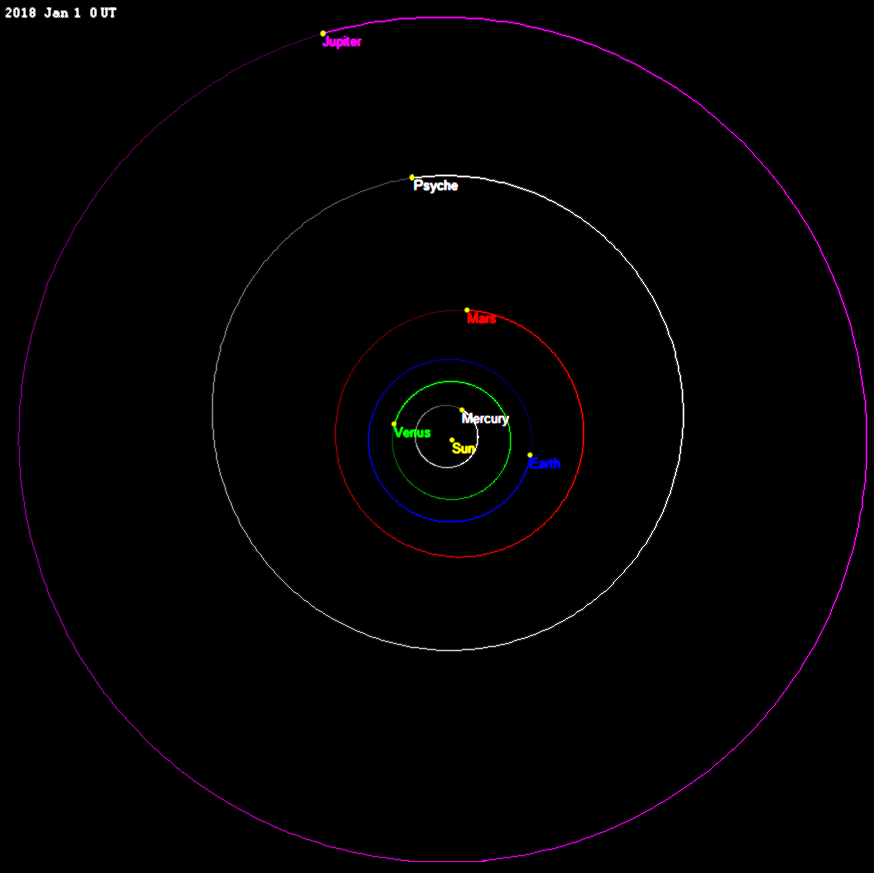

Vanwege haar grote dichtheid zou Psyche een fragment van de kern van een grotere planetesimaal kunnen zijn, die tijdens een botsing uit elkaar geslagen werd. Psyche is echter geen lid van een planetoïdenfamilie, een groep planetoïden waarvan de baangegevens erop wijzen dat ze uit dezelfde botsing ontstaan zijn. Mogelijk vond de botsing zeer lang geleden plaats, waardoor de andere fragmenten verdwenen zijn of zodanig van baan veranderd dat ze niet meer als familie te herkennen zijn.
Psyche is mogelijk de bron van sommige op aarde gevonden enstatietchondrieten, meteorieten die een vergelijkbare samenstelling hebben als het oppervlak van de planetoïde.